# Prosopocera grossepunctata
Prosopocera grossepunctata là một loài bọ cánh cứng trong họ Cerambycidae.